# أبو صياح (الزرقاء)
ابوصياح(التطوير) منطقة سكنية تقع في لواء ماركا، محافظة عمان في الأردن. تنتمي المنطقة لقضاء ماركاء الذي يضم منطقتين. يقدر عدد سكانها ب25000نسمة حسب إحصاء 2024.

## الوصلات الخارجية
- دائرة الإحصاءات العامة